# Список населённых пунктов городского округа Навашинский
| Образование                | Населённые пункты в составе образования                                                                                         |
| -------------------------- | --- |
| Город Навашино             | г. Навашино |
| Рабочий посёлок Тёша       | р. п. Тёша |
| Большеокуловский сельсовет | с. Большое Окулово п. рзд. Велетьма д. Малое Окулово п. рзд. Приокский д. Ярцево                                                |
| Валтовский сельсовет       | д. Валтово д. Кистаново д. Левино д. Пустынь д. Рогово д. Степурино                                                             |
| Ефановский сельсовет       | с. Ефаново с. Дедово д. Ефремово д. Кондраково д. Корниловка с. Коробково д. Родиониха с. Спас-Седчено п. Судострой д. Трудовик |
| Монаковский сельсовет      | с. Монаково д. Мартюшиха с. Чудь                                                                                                |
| Натальинский сельсовет     | с. Натальино п. рзд. Валтово п. Масловское п. Мещерское д. Родяково п. Степурино                                                |
| Новошинский сельсовет      | с. Новошино д. Безверниково д. Волосово д. Князево д. Ольховка д. Покров д. Угольное                                            |
| Поздняковский сельсовет    | с. Поздняково д. Анцифрово д. Красный Октябрь д. Кутарино д. Малышево д. Петряево                                               |
| Салавирский сельсовет      | д. Салавирь д. Бобровка д. Румасово                                                                                             |
| Сонинский сельсовет        | с. Сонино д. Бельтеевка д. Горицы                                                                                               |

## Источник
Населённые пункты Навашинского района